# Лудвиг Гюнтер I (Шварцбург-Рудолщат)
Лудвиг Гюнтер I фон Шварцбург-Рудолщат (на немски: Ludwig Günther von Schwarzburg-Rudolstadt; * 27 юни 1581 в Рудолщат; † 4 ноември 1646 в Рудолщат) от фамилията Шварцбург е от 1612 до 1646 г. управляващ граф на Шварцбург-Рудолщат.
Той е вторият син на граф Албрехт VII (1537 – 1605) и първата му съпруга графиня Юлиана фон Насау-Диленбург (1546 – 1588), дъщеря на Вилхелм Богатия, граф на Насау-Диленбург, и съпругата му Юлиана фон Щолберг.
Лудвиг Гюнтер следва от 1598 г. в Йена и в Страсбург. Пътува до Париж и се връща през 1604 г. обратно в Рудолщат. От 1606 до 1610 г. той отново пътува в Европа.
С договор на 8 септември 1612 г. той и братята му Карл Гюнтер (1576 – 1630) и Албрехт Гюнтер (1582 – 1634) си поделят графството. Лудвиг Гюнтер получава частта с резиденция Франкенхаузен.
Неговата снаха Анна София фон Анхалт основава заедно с други княгини и графини на 5 септември 1619 г., по пример на брат си княз Лудвиг I фон Анхалт-Кьотен, в дворец Рудолщат „почтено общество“ (Tugendliche Gesellschaft), достъпно само за жени.
Най-големият му брат Карл Гюнтер умира бездетен през 1630 г. и Лудвиг Гюнтер го последва в Рудолщат. През 1634 г. умира брат му Албрехт Гюнтер и Лудвиг Гюнтер сам управлява цялото графство.
Лудвиг Гюнтер се жени през 1638 г. за графиня Емилия фон Олденбург (1614 – 1670).
Той умира на 4 ноември 1646 г. в Рудолщат. Съпругата му Емилия поема опекунството и управлението на Шварцбург до 1667 г. за син им Алберт Антон.

## Фамилия
Лудвиг Гюнтер се жени на 4 ноември 1638 г. в Рудолщат за Емилия фон Олденбург-Делменхорст (* 15 юни 1614; † 4 декември 1670), дъщеря на граф Антон II фон Олденбург и съпругата му Сибила Елизабет фон Брауншвайг-Даненберг. Двамата имат децата:
- София Юлиана (1639 – 1672)
- Лудмила Елизабет (1640 – 1672), поетеса, сгодена на 20 декември 1671 г. за княз Христиан Вилхелм фон Шварцбург-Зондерсхаузен
- Алберт Антон (1641 – 1710), княз на Шварцбург-Рудолщат, женен на 7 юли 1665 г. за поетесата графиня Емилия Юлиана фон Барби-Мюлинген (1637 – 1706)
- Христиана Магдалена (1642 – 1672)
- Мария Сузана (1646 – 1688)